# Wilibald Winkler
Wilibald Emanuel Winkler (* 25. Dezember 1933 in Makoszowy; † 31. Oktober 2010 in Zabrze) war ein polnischer Politiker und Wissenschaftler.
Winkler gehörte der deutschsprachigen Ethnie in Schlesien an. 1966 schloss er ein Studium in Elektrotechnik an der Schlesischen Technischen Universität in Gliwice ab. Nach drei Jahren als wissenschaftlicher Mitarbeiter an der Hochschule, folgten 1969 seine Promotion und 1973 die Habilitation. 1981 wurde er schließlich Professor und bekleidete 1990 bis 1996 das Amt des Rektors.
Seit 1996 gehörte Winkler dem konservativen Wahlbündnis AWS an. 1997 wurde Winkler unter Premier Jerzy Buzek für drei Jahre zum Staatssekretär im polnischen Bildungsministerium ernannt. Zwischen 2000 und 2001 war er zudem Woiwode von Schlesien. Im Anschluss kandidierte er 2001 für den polnischen Senat sowie 2004 für das Europaparlament, in beiden Fällen jedoch erfolglos.
Für seine Verdienste erhielt Winkler 2008 den Orden Lux ex Silesia sowie 2010 posthum den Orden Polonia Restituta.
| Personendaten    | Personendaten                                  |
| ---------------- | ---------------------------------------------- |
| NAME             | Winkler, Wilibald                              |
| ALTERNATIVNAMEN  | Winkler, Wilibald Emanuel (vollständiger Name) |
| KURZBESCHREIBUNG | polnischer Politiker und Wissenschaftler       |
| GEBURTSDATUM     | 25. Dezember 1933                              |
| GEBURTSORT       | Makoszowy                                      |
| STERBEDATUM      | 31. Oktober 2010                               |
| STERBEORT        | Zabrze                                         |